# Масштабопросторові аксіоми
В обробці зображень та комп'ютерному баченні для подання зображення як сімейства поступово згладжених зображень можуть використовувати систему простору масштабів. Ця система дуже загальна, й існує чимало різних подань просторів масштабів. Типовий підхід до вибору конкретного типу подання простору масштабів полягає у встановленні набору масштабопросторо́вих аксіо́м (англ. scale-space axioms), які описують основні властивості бажаного масштабопросторового подання, й які часто обирають так, щоби зробити це подання корисним у практичних застосуваннях. Щойно їх встановлено, ці аксіоми звужують можливі масштабопросторові подання до меншого класу, зазвичай лише з кількома вільними параметрами.
Набір стандартних аксіом простору масштабів, обговорених нижче, дає лінійний гауссів простір масштабів, що є найпоширенішим типом просторів масштабів, який використовують в обробці зображень та комп'ютерному баченні.

## Аксіоми простору масштабів для лінійного масштабопросторового подання
Лінійне подання простору масштабів {\displaystyle L(x,y,t)=(T_{t}f)(x,y)=g(x,y,t)*f(x,y)} сигналу {\displaystyle f(x,y)}, отримуване згладжуванням гауссовим ядром {\displaystyle g(x,y,t)}, задовольняє низку властивостей «масштабопросторо́вих аксіо́м» (англ. 'scale-space axioms'), які роблять його особливою формою багатомасштабного подання:
лінійність
{\displaystyle T_{t}(af+bh)=aT_{t}f+bT_{t}h}
де {\displaystyle f} та {\displaystyle h} — сигнали, тоді як {\displaystyle a} та {\displaystyle b} — сталі,
інваріантність щодо зміщення
{\displaystyle T_{t}S_{(\Delta x,\Delta _{y})}f=S_{(\Delta x,\Delta _{y})}T_{t}f}
де {\displaystyle S_{(\Delta x,\Delta _{y})}} позначує оператор зміщення (паралельного перенесення) {\displaystyle (S_{(\Delta x,\Delta _{y})}f)(x,y)=f(x-\Delta x,y-\Delta y)}
напівгрупова структура
{\displaystyle g(x,y,t_{1})*g(x,y,t_{2})=g(x,y,t_{1}+t_{2})}
з пов'язаною властивістю каскадного згладжування
{\displaystyle L(x,y,t_{2})=g(x,y,t_{2}-t_{1})*L(x,y,t_{1})}
існування нескінченно малого породжувача {\displaystyle A}
{\displaystyle \partial _{t}L(x,y,t)=(AL)(x,y,t)}
нестворення локальних екстремумів (перетинів нуля) в одному вимірі,
непосилення локальних екстремумів у будь-якій кількості вимірів
{\displaystyle \partial _{t}L(x,y,t)\leq 0} на просторових максимумах, і {\displaystyle \partial _{t}L(x,y,t)\geq 0} на просторових мінімумах,
обертова симетрія
{\displaystyle g(x,y,t)=h(x^{2}+y^{2},t)} для деякої функції {\displaystyle h},
масштабоінваріантність
{\displaystyle {\hat {g}}(\omega _{x},\omega _{y},t)={\hat {h}}({\frac {\omega _{x}}{\varphi (t)}},{\frac {\omega _{x}}{\varphi (t)}})}
для деяких функцій {\displaystyle \varphi } та {\displaystyle {\hat {h}}}, де {\displaystyle {\hat {g}}} позначує перетворення Фур'є {\displaystyle g},
додатність
{\displaystyle g(x,y,t)\geq 0},
нормування
{\displaystyle \int _{x=-\infty }^{\infty }\int _{y=-\infty }^{\infty }g(x,y,t)\,dx\,dy=1}.
Насправді, можливо показати, що гауссове ядро є унікальним вибором за декількох різних комбінацій підмножин цих масштабопросторових аксіом: більшість цих аксіом (лінійність, інваріантність щодо зміщення, напівгруповість) відповідають масштабуванню як напівгрупі інваріантного щодо зміщення лінійного оператора, якому задовольняє низка сімейств інтегральних перетворень, тоді як «нестворення локальних екстремумів» для одновимірних сигналів та «непосилення локальних екстремумів» для сигналів вищих вимірностей є вирішальними аксіомами, які пов'язують простори масштабів зі згладжуванням (формально, диференціальними рівняннями параболічного типу в частинних похідних), звідси й обрання гауссіана.
Гауссове ядро також є роздільним у декартових координатах, тобто, {\displaystyle g(x,y,t)=g(x,t)\,g(y,t)}. Проте роздільність не рахується як масштабопросторова аксіома, оскільки це властивість, залежна від координат, пов'язана з нюансами втілення. Крім того, вимога роздільності в поєднанні з обертовою симетрією як така закріплює ядро згладжування як гауссове.
Існує узагальнення гауссової масштабопросторової теорії до загальніших афінних та просторово-часових просторів масштабів. На додаток до мінливості за масштабом, для обробки якої було розроблено оригінальну масштабопросторову теорію, ця узагальнена масштабопросторова теорія (англ. generalized scale-space theory) містить також й інші типи мінливості, включно з деформаціями зображення, спричинюваними зміною точки огляду, наближуваними локальними афінними перетвореннями, та відносними рухами об'єктів світу та спостерігача, наближуваними локальними перетвореннями Галілея. У цій теорії обертова симетрія не є необхідною масштабопросторовою аксіомою, її натомість замінюють вимоги афінної та/або галілеєвої коваріантності. Узагальнена масштабопросторова теорія дає передбачення профілів рецептивних полів, які добре узгоджуються з профілями рецептивних полів, вимірюваними записуванням нейронів у біологічному зорі.
У літературі з комп'ютерного бачення, обробки зображень та обробки сигналів існує багато інших багатомасштабних підходів із використанням вейвлетів та різноманітних інших ядер, які не використовують і не висувають таких же вимог, що й описи простору масштабів; див. статтю про пов'язані Багатомасштабні підходи. Була також робота над дискретними масштабопросторовими концепціями, які переносять масштабопросторові властивості в дискретну область; приклади та посилання див. у статті про втілення простору масштабів.